# Guerra della Super League
La Guerra della Super League è stata la disputa sul controllo della competizione di alto livello del rugby a 13 professionistico in Australia e Nuova Zelanda, tra la Australian Rugby League (ARL) e la Super League (Australia), a metà degli anni '90.
La Super League, appoggiata da Rupert Murdoch e da News Corporation, era in competizione con l'ARL, appoggiata da Kerry Packer e dalla Optus Vision, con ricorso anche ai tribunali, per i diritti televisivi e la supremazia in questo sport. La Super League aveva attratto molti club delusi dall'amministrazione esistente, e presentò due nuove squadre, mentre tentò di imporsi come la competizione dominante. Dopo varie azioni legali, quando l'ARL tentò bloccare la nuova lega, la Super League disputò una stagione parallela a quella dell'ARL's, nel 1997. Alla fine di quella stagione, un accordo venne raggiunto e i due campionati si fusero per formare l'attuale National Rugby League.

## Contesto storico

### Il Rapporto Bradley
Prima della proposta di News Corporation di una Super League, la New South Wales Rugby League (NSWRL) e la Australian Rugby League (ARL) avevano previsto di razionalizzare il numero di squadre di Sydney. Nel luglio del 1986, venne riportato dal Daily Telegraph:
"Ken Arthurson propose una Super League... composta da quattro o cinque squadre di Sydney, due di Brisbane, tre squadre del Nuovo Galles del Sud, del Queensland e di Auckland. Potresti amalgamare Manly/Northern Suburbs, Eastern Suburbs/Souths, Parramatta/Penrith e così via."
In seguito all'espansione della lega negli anni 80 e 90, molti club non erano finanziariamente sostenibili a lungo termine. La soluzione della NSWRL era di espellerli dalla competizione nel caso non avessero soddisfatto i criteri prescritti. Sebbene il Newtown fosse stato espulso dalla competizione alla fine della stagione 1983, i tentativi di rimuovere il Western Suburbs dopo un'azione legale, rimasero senza successo.
In seguito, la NSWRL introdusse un sistema ad inviti, in cui aveva la facoltà di escludere un club non invitandolo.
Questo lasciava i club senza la sicurezza di continuare a partecipare alla premiership.
Il 9 aprile 1992, A blueprint for the expansion of Rugby League ("Un piano per espandere il Rugby a 13") venne redatto dal Comitato della Politica della Premiership della NSWRL, seguito in agosto da una Revisione dell'Organizzazione, scritta dal Dr. G. Bradley, che fu distribuita ai club della premiership. Il Rapporto Bradley come divenne noto, fu centrale per l'ARL che sostituì il NSWRL come ente governante della premiership. Il rapporto concludeva che:
"... ridurre il numero di squadre a Sydney, sarà molto difficile da implementare per la Lega date le tradizioni di molti anni di alcuni di questi club. A lungo termine, tuttavia, è probabile che Sydney non sarà in grado di sostenere undici squadre come fa attualmente. Quindi, a lungo termine, questa è l'unica soluzione praticabile. Le squadre con base a Sydney saranno traslocate a nuove aree, fuse o retrocesse dalla Lega. Questo sarà un processo doloroso. A lungo termine io credo che l'ARL dovrebbe mirare a ridurre il numero di club nella Competizione Nazionale a quattordici, permettendo quindi alle squadre di giocare due giornate complete. Questo vorrà dire che, assumendo che solo quattro nuove squadre sono ammesse da aree al di fuori da Sydney, ci saranno solo cinque squadre di Sydney."
Ogni club ricevette una lettera d'invito per la stagione 1995, il 2 maggio 1994. Erano inclusi un certo numero di criteri di ammissione, compresa la capacità di "attirare una media minima di presenze in casa di 10000 persone". Balmain, Easts, Gold Coast, Illawarra, Parramatta, Penrith, Souths, St George and Wests fallirono questo obiettivo per il 1995. Dopo che i Brisbane Broncos, di gestione privata, trasferirono una quota del 20% della loro azienda alla Northern Rivers Ltd, i nuovi azionisti hanno ricevuto quanto segue:
"Secondo i termini della Costituzione della Lega, è necessario che, senza alcuna eccezione, tutti i club che desiderino partecipare alla Premiership della Lega debbano inoltrare domanda di ammissione ogni anno. Nessun club ha diritti automatici di partecipare al campionato ogni anno e la Lega ha il diritto insindacabile di rifiutare la domanda per partecipazione di qualsiasi club."

## La guerra della Super League

### Proposte per una competizione separata
Nel 1993 durante un incontro generale dell'ARL, l'amministratore delegato dei Brisbane Broncos John Ribot fece una proposta per far giocare la Grand Final a Brisbane.
Nel 1993 dopo una disputa sulla sponsorizzazione (la Queensland Rugby League era sponsorizzata dalla birreria di Brisbane Castlemaine Perkins (XXXX) mentre i Broncos erano sponsorizzati dalla birreria rivale Powers), i Broncos si spostarono dal Lang Park, con capacità di 33,500 spettatori, all'ANZ Stadium (lo stadio principale dei Giochi del Commonwealth del 1982), in grado di contenere 60,000 persone. Con l'ANZ in grado di ospitare più spettatori dello stadio che allora ospitava la Grand Final, il Sydney Football Stadium, e con i Broncos che in quel momento stavano vincendo le premierships, Ribot propose che non solo di spostare la Grand Final a Brisbane in previsione di un pubblico così numeroso che non si vedeva dall'epoca del Sydney Cricket Ground, ma anche giocare il match di sera per aumentare i profitti e gli ascolti televisivi
Nel maggio 1994, Ribot discusse per la prima volta con alcuni giocatori di alto profilo del club sulla possibilità di un'ipotetica nuova competizione con stipendi più alti. La struttura per una competizione alternativa di rugby a 13 fu delineata in un documento interno di News intitolato Superleague, il 12 agosto 1994. L'obiettivo era quello di formare un'azienda chiamata Superleague Limited che stabilisse una competizione di rugby a 13 d'élite Australasiana con 12 squadre a gestione privata, delle quali quattro di proprietà di News. Una World Club Series teletrasmessa internazionalmente sarebbe stata anche giocata tra club dell'Australia, Nuova Zelanda e Regno Unito. La News avrebbe ricevuto una percentuale per la gestione del 15%, partecipazione agli utili dai club che essa gestiva e altri benefici. I ricavi sarebbero derivati dagli sponsor, diritti televisivi in chiaro e a pagamento, i biglietti e il merchandising. Il profitto operativo previsto era di 5 milioni di dollari nel 1997 e di 12 milioni nel 1999.
Un obiettivo della proposta era quello di "assicurarsi che nessun'altra competizione potesse esistere in concorrenza con la Superleague". Di conseguenza, era considerato necessario avere almeno quattro squadre di Sydney in modo da mantenere la base del gioco più grande, e assicurarsi che tutte le squadre fossero a gestione privata. Per assicurare questo risultato, vennero stabiliti i seguenti punti:
1. Convocare quattro squadre (Brisbane, Canberra, Newcastle ed Auckland) per assicurarsi un impegno continuativo di sette anni.
2. Incontrarsi con i rappresentanti dell'ARL in una "informale e gradevole atmosfera" ed offrire "concessioni", come permettere all'ARL di condurre dei Test match e incassare i profitti di questi match. Anche l'ARL doveva ricevere una sovvenzione per promuovere il gioco.
3. Un incontro con i rappresentanti degli 11 club di Sydney clubs e Illawarra, per offrire loro una quota in una squadra. Dove c'era più di un club in un'area, ad ogni club doveva essere offerta una quota percentuale.
4. Annunciare la formazione della Super League e spiegarne la sua struttura.
5. Proporre accordi con altri club, come i South Queensland Crushers.

Nel documento si sottolineò che la cooperazione dei giocatori e di alcuni club era essenziale per la nuova competizione. Esso ha riconosciuto che un risarcimento potrebbe essere offerto a giocatori e squadre non deisderate, e che sarebbe stato difficile usare i nomi e simboli già presenti.
Il 17 ottobre, il consiglio dell'ARL decise di tenere un incontro speciale per discutere di alcune questioni, includendo la Super League ed una "riduzione del numero delle squadre di Sydney". Tre giorni dopo, il direttore dell'ARL Ken Arthurson avvertì i Brisbane Broncos che essi sarebbero stati espulsi, a causa del loro coinvolgimento con la Super League. Egli affermò al Sydney Morning Herald che "la Lega ha il diritto, come voi sapete, di negare ad ogni squadra l'ammissione alla Winfield Cup".
Ciononostante, i contatti per proporre una competizione separata continuarono. Il 6 novembre, Arthurson telefonò al suo collega John Quayle dall'Inghilterra e lo invitò a contattare i presidenti dei club per discutere accordi con una durata contrattuale da 3 a 5 anni, per poter continuare a giocare nella premiership.
Una riunione venne tenuta tra Arthurson, Quayle, Cowley e Graham Lovett negli uffici di News il 10 novembre. Dopo aver indagato le voci su una competizione parallela, Arthurson fu informato da Cowley che News vorrebbe fosse organizzata una competizione con dodici squadre "con o senza" l'ARL, e che News stava "cercando una fetta della torta televisiva". Quattro giorni più tardi, Arthurson ebbe un'ulteriore conversazione con Cowley in cui egli affermo che "non abbandonerà mai...l'idea che in ogni partita in cui News Limited partecipi, il controllo del gioco debba restare all'ARL".
Cowley rispose che una proposta stava per essere preparata per l'ARL. In una riunione con ognuno dei club, Arthurson ribadì che "una cosa che non era negoziabile era il fatto che noi non saremmo mai una parte nell'autorità accettata del gioco che perde il controllo". Egli concluse che mentre "abbiamo tutti i giocatori vincolati e tutti i club vincolati, è abbastanza difficile" iniziare un'altra competizione.
News iniziò a sviluppare la proposta della Super League da presentare  all'ARL e ai suoi club, la cui bozza finale fu presentata ai rappresentanti di News il 13 dicembre. Furono individuate tre strategie per la sua attuazione:
1. L'Approccio di Stabilimento in cui sarebbe presentata una proposta all'ARL, seguita da negoziazioni per far nascere la Superleague. I rischi identificati con questo approccio inclusero essere "menati per il naso" o "superati" dal signor Packer e la possibilità che l'ARL non fosse in grado di rispettare i patti.
2. L'Approccio della Previa Defezione prevedeva obblighi esclusivi e reciproci a News a seguito di una proposta. Solo se l'ARL rispondesse favorevolmente alla proposta, News userebbe la prima strategia.
3. L'Approccio Ribelle precedeva che News manovrasse con gli azionisti per fortificare la sua posizione, ingaggiando i club chiave su accordi di confidenzialità e assicurandosi l'accordo dell'ARL e dei club non ingaggiati.

La struttura proposta della competizione incluse:
- 12 squadre completamente professionistiche
- I 20 club esistenti rimangono, schierando squadre nelle competizioni First Division nel Nuovo Galles del Sud, Queensland, Territorio della Capitale Australiana.
- News come azionista nelle 12 squadre della Super League
- L'ARL continua come ente governativo per il rugby a 13, mantenendo la responsabilità per i Test match
- News è responsabile della promozione del rugby a 13 in Australia e internazionalmente, e della fornitura di finanziamenti

Arthurson rispose a questa proposta dicendo che era "totalmente inaccettabile" e ribadendo che ogni club "ha firmato un accordo trattando con i consiglieri legali della Lega, impegnandosi a rimanere con la Lega per i prossimi cinque anni e a non giocare con altre organizzazioni."

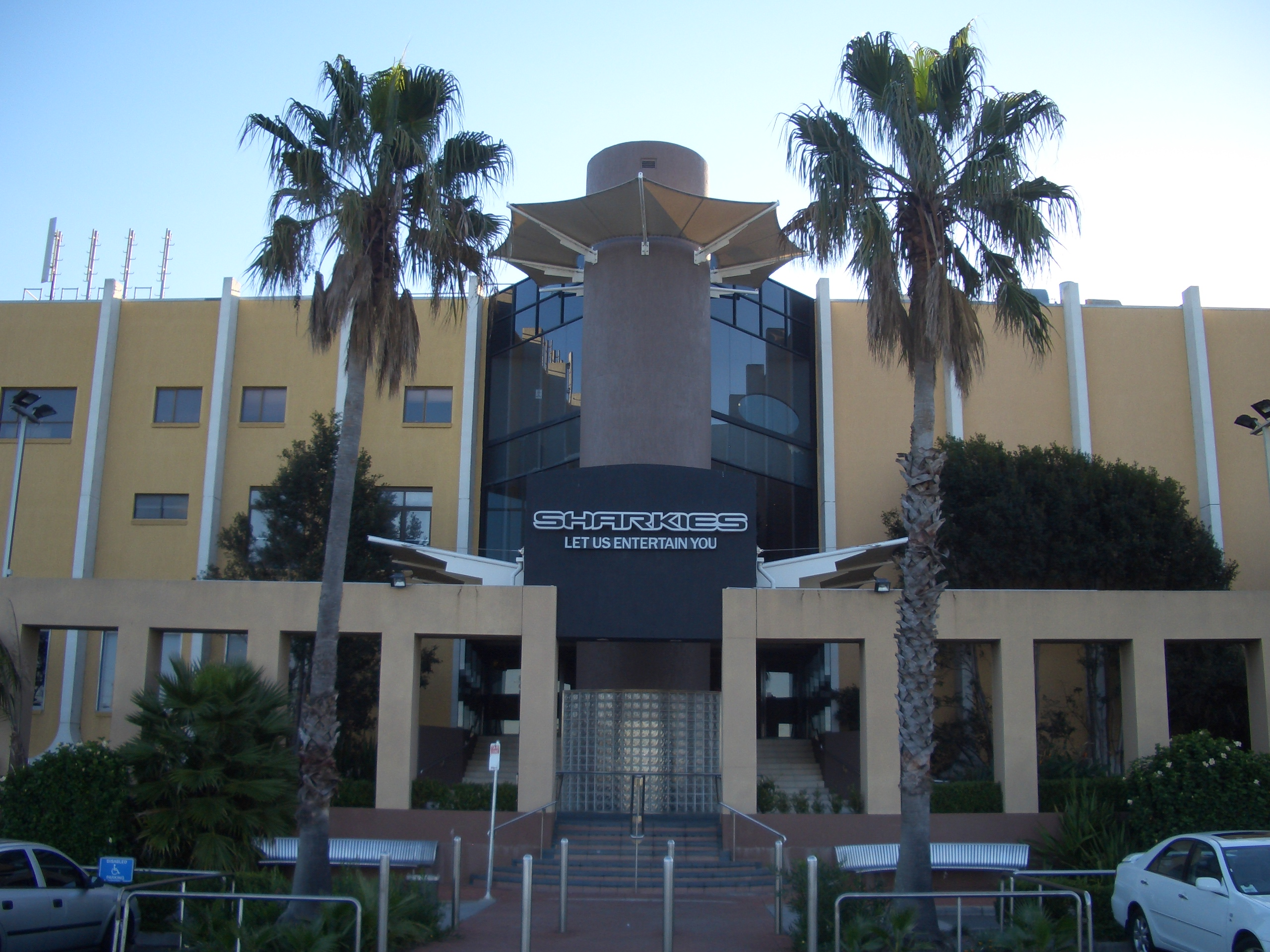
Lo stadio del Cronulla, Endeavour Field

Il 22 dicembre, News inviò a cinque squadre - Brisbane, Canberra, Newcastle, Cronulla-Sutherland e i Western Reds - un documento intitolato Atto di Confidenzialità della Super League. Lo scopo di questo documento era quello di ottenere dei feedback da questi club al fine di fare piccoli adattamenti prima di una presentazione completa all'ARL  nel mese di febbraio. Nel gennaio del 1995, News preparò una presentazione per l'ARL e si riunì con i funzionari dei club di Auckland, Cronulla-Sutherland, Illawarra e St George. Il 25 gennaio, ACP fornì alla News un rapporto intitolato Opzioni Superleague nel quale identificarono la "proposta attuale" come "News Super League via Clubs/ARL"' e propose che la Super League finanziasse l'ARL (3 000 000 $ per anno), i club (2 500 000 $ per anno) e la Super League Europe. La News doveva anche prendere una tassa di gestione e comprare i diritti per la TV a pagamento per 4 000 000 $ per anno. La News non era d'accordo con queste cifre.
News presentò la sua proposta all'ARL il 30 gennaio. I punti chiave erano:
1. Ci sarebbe stata una competizione di 12 squadre che sarebbe stata parte integrante di una competizione internazionale, con un pubblico da tutto il mondo o di decine o centinaia di milioni di spettatori.
2. La competizione esistente di 20 squadre sarebbe continuata, insieme al "ruolo cardine" dell'ARL nell'amministrazione dello sport. L'ARL avrebbe gestito la competizione statale e i Test match, e sarebbe stata responsabile per i giudici, gli arbitri e lo sviluppo giovanile. I 20 club esistenti sarebbero stati azionisti delle squadre private autorizzate della Super League, eliminando così qualsiasi violazione dei contratti dei giocatori.. La competizione di 20 club sarebbe diventata il "territorio di sviluppo per le star del futuro".
3. Le franchigie avrebbero avuto la loro sede a Sydney (4), Queensland (2), Newcastle, Canberra, Melbourne, Adelaide, Perth e Auckland (una ciascuna).
4. L'attuale situazione finanziaria del gioco era in perdita netta. La proposta della Super League avrebbe permesso ai club di trarre beneficio dal network globale della News, e avrebbe consentito di investire 100 milioni di dollari nel rugby a 13.
5. Ci sarebbe stato un "Consiglio dei Dirigenti completamente rappresentativo", con tre membri del consiglio delle franchigie e l'ARL rappresentate. Il direttore dell'ARL sarebbe il direttore della Super League.
6. La distribuzione dei profitti tra l'ARL e la News sarebbe stato negoziabile.

La proposta della Super League era un'alternativa al piano esistente dell'ARL di 14 squadre, delineato nel Rapporto Bradley che l'ARL era già in procinto di implementare. Tuttavia, un solido finanziamento sarebbe stato reso disponibile alla Lega. In termini di diritti televisivi in chiaro, Kerry Packer mantenne i diritti per la competizione di 20 squadre e avrebbe potuto fare offerte per i diritti televisivi in chiaro per la nuova Super League a 12 squadre.
Tre giorni dopo, l'ARL inviò una lettera via fax a tre delegati di ogni club per una riunione organizzata il 6 Febbraio, per discutere "la loro posizione in relazione alla proposta 'Super League' e l'eventuale ruolo della Lega in quella proposta"  e per dare ai club "qualche certezza riguardo al loro futuro". In questa riunione, News presentò la proposta della Super League ai rappresentanti dei club, riaffermando il ruolo dell'ARL. Dopo che i rappresentanti della News ebbero lasciato la riunione, Arthurson confermò che l'ARL "non vuole fare parte della proposta della News" e cercò da ogni club una dichiarazione sulla sua posizione. I club che non firmarono un accordo di confidenzialità con la New espressero il loro impegno con l'ARL, mentre i rappresentanti di Brisbane, Canberra, Newcastle e i Western Reds indicarono che avrebbero giocato solamente in una competizione gestita dall'ARL. L'avvocato dell'ARL, Colin Love, ricordò a tutti i club che "tutti voi avete firmato un accordo per rimanere fedeli alla Lega per i prossimi cinque anni... (e) questo accordo resisterà ad ogni sfida legale". Una mozione votata all'unanimità dichiarava che "si raccomanda al Consiglio di amministrazione della Lega che i club che non firmeranno il nuovo accordo entro le 9:00 dell'8 febbraio 1995, o nel caso dei Western Reds, entro le 9:00 di giovedì 9 febbraio 1995, saranno espulsi dalla competizione del 1995." La News fu allora informata che i club unanimemente rifiutarono la proposta della Super League.
Il 7 febbraio 1995, l'ARL inviò una lettera via fax a ognuno dei club, accompagnata da un atto  che doveva essere firmato entro le 9 del mattino il giorno seguente. La lettera affermava che
"La Lega considererà il rifiuto di ogni club a firmare e restituire l'atto entro la scadenza come un atto di totale slealtà. Raccomanderò al Consiglio della Lega che disponga l'espulsione di ogni Club che non firmi l'atto entro la scadenza."
L'approccio coercitivo impiegato per firmare questo accordo legale è stato condannato in una causa successiva come una violazione del Trade Practices Act.

### Il piano di guerra continua
Nelle settimane dopo la riunione del 6 febbraio con l'ARL, I signori Cowley, Smith e Ribot offrirono a giocatori e club delle ingenti somme per portarli al nuovo campionato.
Almeno un club fedele prese il parere che la Super League, forse in una versione alterata, non era fuori questione. In una lettera risalente al 16 febbraio 1995, il signor Hudson, il direttore del consiglio del Manly-Warringah, scrisse al signor Quayle: "ci sono grandi vantaggi per la News Limited nell'avere la loro attuale proposta, o qualche sua versione, finalmente accettata. Quindi, crediamo che la proposta non sia 'morta e sepolta' e che i tentativi per destabilizzare la competizione continueranno. C'è una vulnerabilità in questo che la News Limited ha identificato. La loro competizione di dodici (12) squadre ha solamente quattro (4) squadre di Sydney. Loro possono vedere che un club di Sydney può solo surv sopravvivere con grande difficoltà finanziariamente ed economicamente, contro la competizione provveduta da club di una sola città, e ora (per Brisbane) una città di due (2) club. Se la situazione delle undici (11) squadre a Sydney non è indirizzata in qualche modo dalla Lega, la minaccia di un rilevamento, o simili, continueranno ad apparire grandi. Suggeriamo che un piano per indirizzare i problemi degli undici (11) club di Sydney faccia-a-faccia ai loro colleghi in altre città e in altri stati è urgentemente necessaria." La lettera arrivò su per richiedere che la questione delle squadre di Sydney fosse considerata dal Comitato della Politica della Premiership su una base urgente.
Il comitato considerò la lettera alla sua riunione del 14 marzo 1995. La riunione (alla quale John Quayle era presente) si accordò unanimemente che la "futura struttura della competizione Winfield Cup debba contenere poche squadre di Sydney". Il comitato anche espresse l'opinione che "il Consiglio dovrebbe convocare il più presto possibile per dimostrare la leadership sulla questione riguardante le poche squadre di Sydney".
Il Comitato della Politica della Premiership decise di spingere avanti con un piano per ridurre il numero delle squadre di Sydney prima che ogni giocatore, allenatore o club abbia passato alla Super League. L'ARL ha distribuito degli accordi di fedeltà da firmare per i club, poi immediatamente si arrivò riguardo ad un piano per liberarsi delle squadre.
Nel frattempo, una riunione del consiglio dell'ARL, tenutosi il 20 febbraio 1995, ricevette un rapporto dall'avvocato della Lega, Colin Love, che tutti i club, tranne Brisbane e Canberra, hanno firmato gli Accordi di Fedeltà. Il consiglio si accordò di accettare gli ammendamenti proposti da Canberra ed far sì che il signor Love continui a negoziare con i Brisbane Broncos su questioni straordinarie. L'Accordo sembra essere stat raggiunto brevemente da allora in poi.
A metà marzo 1995 ebbe luogo una riunione tra Cowley e Arthurson. I minuti della riunione del consiglio dell'ARL del 24 marzo 1995 registrano il rapporto di Arthurson di quella discussione. Sul conto di Arthurson, la discussione era stata cordiale. Cowley gli assicurò che la News stava ancora inseguendo il principio della Super League, ma ebbe dato una garanzia che ogni proposta riguardo al suo stabilimento sarebbe fatta direttamente all'ARL e non ai club.
Il 16 marzo 1995 (2 giorni dopo che il Comitato della Politica della Premiership si impegnò già ad una riduzione dei club), Ken Arthurson scrisse a ognuno dei club, riferendo alla riunione con Paul Cowley. La lettera incluse il seguente: "Il signor Cowley mi diede una garanzia che, anche se la News Limited sostiene il principio di una Super League, qualsiasi approccio ulteriore ai club sarà fatto attraverso l'Australian Rugby League. Io accetto che queste garanzie vennero date a me in buona fede e vi terrò informati di ogni sviluppo ulteriore se in futuro saremo rivolti a News Limited in futuro. Questa è la buona notizia. Sfortunatamente, Mi hanno anche presentato delle prove che i rappresentanti di alcuni club stavano parlando con i rappresentanti di News Limited riguardo alla partecipazione di questi club in una Super League, dopo aver firmato l'atto di fedeltà, probabilmente sono in violazione delle loro obbligazioni nell'atto. Come Direttore dell'Australian Rugby League, se io ricevo prova di qualsiasi club che abbia discussioni ulteriori con la News Limited o altra parte riguardo al loro coinvolgimento in un'altra competizione, io considererò tale coinvolgimento come un'infrazione dell'atto di fedeltà e io raccomanderò che l'ARL consideri l'espulsione di quei club dal campionato dell'ARL e l'azione legale sotto l'atto". 

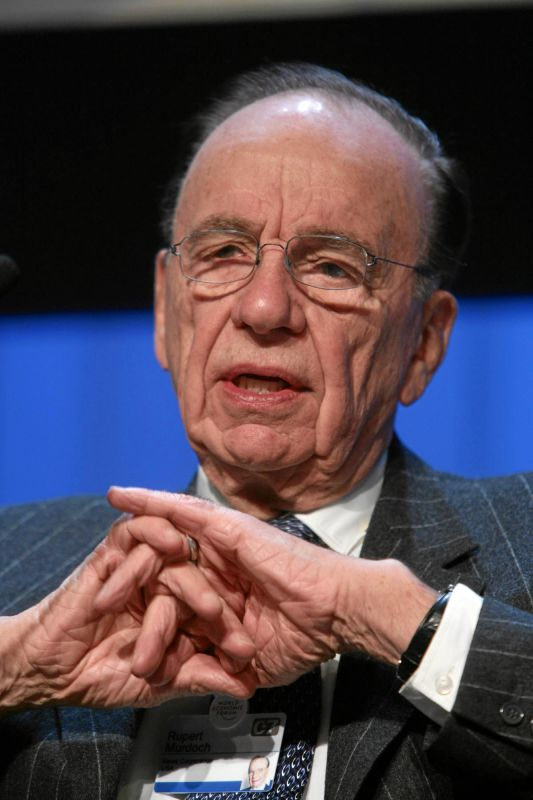
Rupert Murdoch

Il 23 marzo 1995, ebbe luogo una riunione nella News. Tra i partecipanti erano presenti i signori Cowley, Smith e Ribot, insieme al proprietario della News Ltd. Rupert Murdoch. Delle annotazioni della riunione affermarono che il primo tentativo di costruire un'Australian Super League sono stati senza successo, perché News fece alcune assunzioni sbagliate. In particolare, si assunse che la minaccia delle squadre che disertavano ad un campionato alternativo farebbero pressione alternative all'ARL per accettare il concetto e che l'ARL sia in grado di concedere i diritti televisivi alla News. La posizione di News fu indebolita perché i club non pensarono che la News andrebbe avanti con una competizione rivale al di fuori dall'ARL. Inoltre, Kerry Packer dominò degli eventi, in gran parte per causa della sua minaccia del 6 febbraio 1995 di fare causa alle squadre nell'evento d'infrazione. Questa minaccia "spaventò" i funzionari dei club. Quello di cui c'era il bisogno, secondo le annotazioni, in modo da creare una competizione nel 1997 o, forse, nel 1996, fu un secondo e più aggressivo approccio. Costruendo un'Australian Super League per catturare i diritti televisivi costerebbe 60 milioni di dollari per quattro anni. La Super League sarebbe gestita ed operata dalla News.
Gli elementi chiave dell'approccio più aggressivo erano per:
a) Ingaggiare tutti i giocatori richiesti per un campionato australiano di dieci squadre, ad approssimativamente due volte i loro guadagni attuali;
b) Montare una sfida all'"Accordo di Cinque Anni" che vincola i club;
c) Montare credibilmente una Super League without the rivale senza l'"Establishment dell'ARL", anche se il "miglior" risultato fosse che l'ARL cooperasse.
Chiaramente, Murdoch approvò l'opzione della "competizione ribelle". Quindi, dei piani dettagliati presero posto nell'organizzazione News. Il piano era registrato in un grafico designato come il grafico della "sala di guerra". L'espressione "sala di guerra" era apparentemente un riferimento all'ufficio del signor Smith alla News. Il gruppo di pianificazione preparò un programma di circa 200 giocatori target, considerati "la forza di gioco di base" dell'ARL (un'espressione usata dal signor Raneberg, un consulente ingaggiato dall'ACP). Un "Profilo del Presentatore" fu abbozzato, iniziando, in effetti, un campo di vendite disegnato per persuadere i giocatori contrattati ai club ARL per firmare con la Super League. Dei piani vennero formulati per approcci da fare ai giocatori e allenatori in varie parti dell'Australia e della Nuova Zelanda. I piani inclusero fare accordi di viaggio sotto falso nome in modo da preservare la segretezza.

### Risposta dell'ARL
Il consiglio dell'ARL si riunì alle 12 del pomeriggio del 1º aprile 1995 per considerare la situazione della Super League. Tre rappresentanti della PBL (Publishing and Broadcasting Limited; la compagnia filiale di Channel Nine di Packer) e due di Optus e Optus Vision si unirono alla riunione. Il signor Powers, per conto della PBL e di Optus Vision, affermò che queste organizzazioni provvederebbero risorse umane e finanziarie per assistere la Lega nell'arginare le defezioni alla Super League. Il signor Powers disse che Channel Nine e Optus erano preparate per affidare 13–20 milioni di dollari. Egli citò anche che il quid pro quo includerebbe la Lega facendo alcune modifiche per accelerare la riduzione di squadre e la firma di contratti dei giocatori con l'ARL, invece che con i club. Il consiglio risolse, che:
a) ai club di Canterbury-Bankstown, Cronulla-Sutherland e Canberra fosse richiesto di mostrare la causa sul perché non dovrebbero essere escluse dal campionato;
b) un comitato sia stabilito per identificare ed ingaggiare i giocatori ad accordi della Lega; e
c) Il signor Leckie, rappresentando la PBL e Optus vision, fosse nominato come direttore della Lega.
Nel corso della riunione, arrivò Peter "Bullfrog" Moore. Moore fu un dirigente della Lega e dell'ARL e fu anche un dirigente ed amministratore delegato del Canterbury-Bankstown. Moore fu coinvolto nell'appoggiare attivamente la Super League, e nell'assicurare la firma del coach del Canterbury-Bankstown Chris Anderson (suo genero) per un contratto per la Super League. Moore, un amico personale e da lungo tempo di Ken Arthurson, offrì le sue dimissioni dalla Lega e dall'ARL fuori dalla riunione. La sua riunione fu accettata con riluttanza.
Subito dopo la riunione, la Lega rilasciò un comunicato stampa, che affermò che ogni giocatore o allenatore che si accordò di essere associato con News non sarebbe considerato per le selezioni rappresentative ed avvertì che l'ARL perseguirebbe vigorosamente attraverso i tribunali ogni giocatore dichiarato di infrangere i suoi obblighi con l'ARL. Il comunicato stampa indicò che la Lega, con l'appoggio di Channel Nine e Optus, attraverso Optus Vision, affiderebbe risorse sostanziali per stabilire incentivi finanziari per i giocatori per giocare esclusivamente nel campionato ARL.
Il 6 aprile 1995, News si accordò di indennizzare i Canberra Raiders contro ogni azione legale dell'ARL o dalla Lega in conseguenza del contratto del club con with News o del suo appoggio alla Super League.

### Il Regno Unito e la Nuova Zelanda firmano con la Super League
Per assicurarsi il controllo dei programmi delle nazionali, News ingaggiò Rugby Football League e la New Zealand Rugby League il 6 aprile 1995.
Un'ulteriore riunione del consiglio della Lega dell'Australian Rugby League ebbe luogo il 7 aprile 1995. Tra altre cose, il consiglio discusse le azioni di News nel completare gli accordi con la New Zealand Rugby League e la Rugby Football League. Questo era una questione di considerevole significanza per la Lega, in quanto i test match tra Australia, Gran Bretagna e Nuova Zelanda erano stati condotti attraverso le Leghe neozelandesi e britanniche.

### L'ancora di salvezza condizionale dell'ARL
Un documento risalente l'11 aprile 1995 riassunse i "termini del contratto" tra la Lega e l'ARL e Channel Nine/Optus Vision. Questo provvedette a Channel Nine/Optus Vision di finanziare gli impegni di contratto dei giocatori fino a 40 milioni di dollari (questo poi crebbe a 93 milioni con altri 33 in aggiunta). La Lega e l'ARL non dovevano cambiare il campionato, il formato e la frequenza del campionato di un modo avverso senza il consenso di Channel Nine/Optus Vision. Il periodo sotto gli accordi televisivi esistenti erano per essere estesi per cinque anni oltre, con Channel Nine/Optus Vision aventi un primo e ultimo diritto di rifiuto. L'impegno di Channel Nine/Optus Vision nel finanziamento era non recuperabile, tranne quanto segue:
a) Se la Lega e l'ARL si fossero messe d'accordo, si potevano recuperare i compensi per i diritti televisivi;
b) Potrebbe essere recuperato da denaro ricevuto dalla Lega e dall'ARL per l'assegnamento dei contratti di giocatori;
c) L'impegno potrebbe essere usato come una compensazione contro il costo di esercitare il diritto di rifiuto di rinnovare l'accordo dei diritti televisivi.

### La guerra al suo apice
News continua la pressione sui club per passare alla SL e assumersi ogni rischio di contenziosi.
In aprile, News fece uno sforzo concertato per ingaggiare i club. A questo punto, alcuni persero il suo personale chiave alla Super League. Ai rappresentanti dei club venne detto che se essi non si unissero alla Super League, essi avrebbero affrontato squadre rivali stabilite nella loro area. Le pubblicità apparvero nei media, dando pubblicità al fatto che i giocatori prominenti firmarono con la Super League. News anche piazzò pubblicità che consigliavano ai giocatori che firmarono con l'ARL che i loro contratti da parte perché News ingaggiò i campionati di rugby a 13 inglese e neozelandese. Incontri frequenti ebbero luogo tra i rappresentanti di News e i club "ribelli" per ottenere il loro sostegno nell'implementare gli accordi proposti. In particolare, delle riunioni ebbero luogo tra i rappresentanti di News e quei club tra il 13 e il 18 aprile 1995.
7 club firmarono con la Super League il 20 april:e Auckland Warriors, Brisbane Broncos, Canberra Raiders, Canterbury Bulldogs, Cronulla Sharks, North Queensland Cowboys e Western Reds. Penrith firmò il 3 maggio.
Gli atti vennero espressi per essere operativi per periodi fra tre anni (per esempio, Cronulla-Sutherland) e nove anni (per esempio, Brisbane). Successivamente, il 4 maggio 1995, Penrith entrò con un atto in termini simili, anche se l'indennità era più ampia, estendendosi alla responsabilità sotto ogni accordo di joint venture. Il 12 maggio 1995, l'esistenza degli atti dei quali gli otto club facevano parte fu annunciata pubblicamente.
Un nuovo campionato, chiamato Star League, era annunciato il 1º aprile 1995 comprendendo queste squadre e gli Adelaide Aces (più tardi, gli Adelaide Rams) e i Hunter Mariners, con sede a Newcastle. In rappresaglia, l'ARL non selezionò giocatori che firmarono con i club della Super League per programmi rappresentativi nella 1995 season, inclusi lo State of Origin e la Coppa del mondo.

### I giocatori
Un totale di 307 giocatori e 10 allenatori entrarono nei contratti della Super League. Tra questi, tre giocatori successivamente ebbero il loro contratto annullato da accordo e quattro ebbero i loro contratti annullati seguendo procedure nella Commissione Industriale del Nuovo Galles del Sud. Di conseguenza, all'epoca dell'udienza dell'appello, 300 giocatori erano parte dei contratti attuali della Super League. Nessuno di essi ebbe procedimenti a piedi per annullare i contratti. Venne detto al pubblico che 42 su 300 giocatori contrattati firmarono durante o entro il 2 aprile 1995. (Il 1º aprile 1995, la Lega e l'ARL annunciarono che ingaggerebbero giocatori in competizione con la Super League.)
Il Consiglio rappresentando gli allenatori e giocatori intervenienti preparò un programma elencando i 300 giocatori. Il programma specificò,in ogni caso, se il giocatore faceva parte del contratto di un club dell'ARL e, se così, l'anno in cui il contratto è scaduto. Un sommario dello stato contrattuale dei 300 giocatori è il seguente:
(i) Giocatori che non ebbero mai contratti con club dell'ARL - 28
(ii) Giocatori che ebbero contratti con club dell'ARL scaduti nel 1995 o precedenti - 109
(iii) Giocatori che ebbero contratti con l'ARL scaduti nel 1996 o precedenti - 163
Di quelli nella terza categoria, 30 ebbero contratti scaduti nel 1997 e solo 7 ebbero contratti scaduti dopo il 1997.

### Il rugby a 13 in tribunale

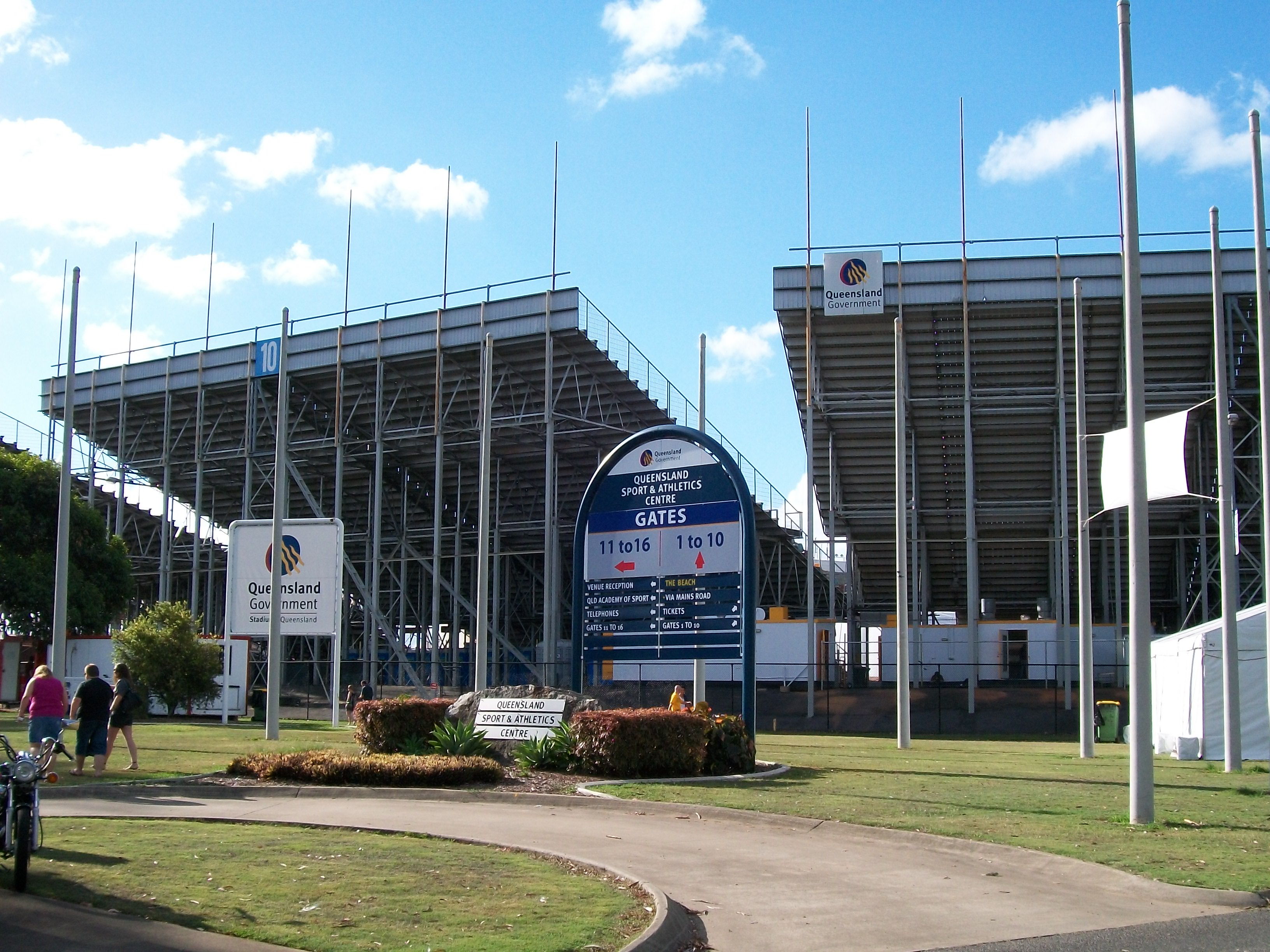
L'allora stadio di casa dei Broncos, ANZ Stadium

Il 3 febbraio 1995, I Brisbane Broncos si rivolsero alla Corte Federale per un'azione legale contro la NSWRL sulle regole del tetto salariale. Nel 30 marzo 1995, News fecero causa all'ARL, NSWRL e sei club, allegando violazioni del Trade Practices Act.
Il 25 settembre 1995, l'ARL fece un'azione legale alla Corte Federale dell'Australia per impedire l'inizio della nuova competizione nel 1996. Il giudice James Burchett trasmise le sue dichiarazioni il 23 febbraio 1996. Egli dichiarò che l'ARL era detentrice della proprietà dei colori, simboli, nomi e maglie di tutti i club. Il giudice Burchett disse che News agì con "disonestà" e "duplicità".
Vennero dati degli ordini formali nella Corte Federale l'11 marzo 1996 per impedire lo svolgimento di ogni campionato alternativo di rugby a 13 fino al 2000. La mira di questi ordini venne ridotta su appello alla Full Court il 13 marzo 1996, ma ancora precluse l'inizio del campionato della Super League. Rupert Murdoch descrisse la decisione del tribunale come "1-0 all'intervallo".
Tutte le squadre della Super League diedero forfait alla prima giornata del campionato ARL competition, tranne per gli Auckland Warriors, che rivendicarono due punti di premiership incontestati dal loro match non giocato contro i Brisbane Broncos. Molti giocatori della Super League disputarono la stagione 1996 dell'ARL, con la notevole eccezione di Gorden Tallis del St George che fu assente durante la stagione, e non giocò di nuovo fino a quando non si unì ai Brisbane Broncos nel 1997.
Il capo della British Rugby League Maurice Lindsay annunciò il 20 marzo 1996 che un nuovo campionato chiamato Global League sarebbe creato, usando gli stessi giocatori dell'allora vietato campionato News, e includeva club come i Cronulla Dolphins (anziché Sharks), i Canberra Vikings (anziché Raiders) e i Penrith Cats (anziché Panthers).
Il 4 ottobre 1996, I giudici della Corte Federale John Lockhart, Ronald Sackville e John Van Doussa misero da parte tutti gli ordini precedenti di Justice Burchett's, aprendo la strada per l'inizio della Super League Telstra Cup nel 1997. Il Presidente dell'ARL Ken Arthurson scrisse, "Io ero furioso, ferito, sconcertato. Mi ero sentito come se fossi investito dal treno Southern Aurora." Lindsay, che portò il gioco britannico alla Super League era estatico per la vittoria, paragonandola a "vincere una finale di coppa".
L'ARL fece appello, ma il caso fu archiviato il 15 novembre 1996, secondo Arthurson, "meno tempo di quanto ci voleva per giocare una metà tempo del rugby a 13." Seguendo la decisione del tribunale, Kerry Packer si riunì con Rupert Murdoch per risolvere le loro differenze sul rugby a 13, e il 17 gennaio del 1997, Nine Network di Kerr Packer annunciò che garantì i diritti televisivi in chiaro per la Super League. Il 22 gennaio 1997, Ken Arthurson annunciò le sue dimissioni dall'ARL.

## Conseguenze

### Creazione della National Rugby League
Con ventidue squadre giocando nei due campionati nel 1997, presenze del pubblico e sponsorizzazioni aziendali si diffusero molto sottilmente, e molte squadre si trovarono in difficoltà finanziaria. Il 23 settembre 1997, l'ARL annunciò che stava formano una nuova azienda per controllare il campionato nel 1998 e invitò i club della Super League a partecipare. Il 7 ottobre, Rupert Murdoch annunciò che era fiducioso e che ci sarebbe un singolo campionato nel 1998, e nel 19 dicembre 1997, i rappresentanti dei club affiliati con l'Australian Rugby League si riunirono al Sydney Football Stadium per decidere se accettare l'offerta di News Limited's di un accordo - finalmente votando a favore per 36 voti a 4. Come risultato, nei mesi seguenti, si formò la National Rugby League (NRL), che era gestita bilateralmente dall'ARL e da News Limited. Le condizioni della fusione prevedevano una controversa clausola per ridurre dal 2000 il numero di squadre che disputano la NRL a 14.

### Diritti televisivi
Nel 1998, Nine Network di Packer si assicurò i diritti televisivi in chiaro per la NRL fino al 2007 per 13 000 000 $ all'anno. Nel 2001, C7 Sport tentò senza successo di comprare i diritti televisivi a pagamento della NRL fino 2006 per 72 000 000 $ all'anno. Dopo che Nine rinunciò a questi diritti, e acquistò i diritti televisivi dell'AFL, C7 venne chiusa nel marzo 2002, rendendo Fox Sports il network sportivo australiano dominante nella TV a pagamento. Come risultato dal fallimento di C7, i suoi proprietari fecero causa alle parti, incluse Fox Sports, Foxtel e la NRL Partnership, per i danni di un miliardo di dollari. Nel 2008 il caso fu archiviato.
I diritti televisivi in chiaro vennero rinnovati nel 2005 fino al 2012 per un totale di 40 000 000 $ all'anno.
Foxtel originalmente era per metà gestita da News Corporation e per metà da Telstra. Il 30 ottobre 1998, PBL acquistò un quarto delle quote nella Foxtel da News Corporation per 160 000 000 $.

### Costi
Dovuto a costi legali, l'Australian Rugby League ha registrato una perdita di 9 500 000 $ nel 1996. News Limited affermò che l'esercizio della Super League costò loro 100 000 000 $, tuttavia, un articolo nell'Australian Financial Review del 5 agosto 2005 mise il costo fino 560 000 000 $.

### Decisioni e ordini della Corte Federale
- News Limited v Australian Rugby football League Limited and New South Wales Rugby League Limited and Others No. NG 197 of 1995 FED No. 72/96 Trade Practices - Exclusionary Provisions - Discretion To Grant Or Refuse Relief In Trade Practices Matters - Economic Duress - Contract - Tort Of Inducing Breach Of Contract - Fiduciary Duties[collegamento interrotto]
- Between: News Limited and: Australian Rugby Football League Limited and Others and South sydney District Rugby League football Club Limited and Others No. NG 197 of 1995 FED No. 72/96[collegamento interrotto]
- News Limited & ors v Australian Rugby Football League Ltd & ors; Brisbane Broncos Rugby League Football Club Ltd & ors v Australian Rugby Football League Ltd & ors; Cowboys Rugby League Ltd v the Australian Rugby Football Club Ltd & ors (1996) 870 FCA 1 (4 October 1996)[collegamento interrotto]
- The New Zealand Rugby Football League (Inc.) and Sean Hoppe and Others v.[collegamento interrotto] Australian Rugby Football League Limited and New South Wales Rugby League Limited No. NG 495 of 1996 FED No. 711/96 Practice and Procedure[collegamento interrotto][collegamento interrotto]